# Cesare Fantoni
Cesare Fantoni (Bologna, 1º febbraio 1902 – Roma, 15 gennaio 1963) è stato un attore e doppiatore italiano.

## Biografia
Fu a lungo attore nel teatro di prosa e recitò in numerosi lavori diretti da Luchino Visconti. Esordì come attore cinematografico nel 1937 nel film Il dottor Antonio di Enrico Guazzoni. La sua attività nel cinema si protrasse fino al 1963, anno della sua morte, ma non gli permise mai di avere ruoli maggiori di quelli di caratterista. In due film di Steno, I tartassati (1959) e Letto a tre piazze (1960), interpretò lo stesso personaggio, il prete Don Ignazio. Sposò Afra Arrigoni, anch'ella attrice, dalla quale ebbe un figlio, l'attore Sergio Fantoni. Riposa presso il cimitero del Verano accanto a Jolanda Verdirosi.

## Filmografia

### Cinema

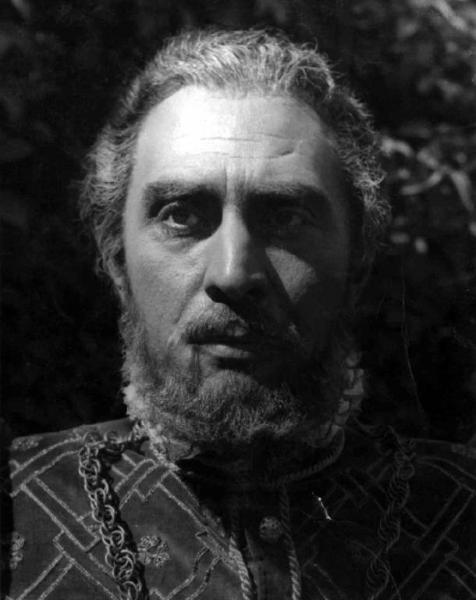
Primo piano di Cesare Fantoni durante le riprese del film Il bravo di Venezia (1941)

- Il dottor Antonio, regia di Enrico Guazzoni (1937)
- L'ospite di una notte, regia di Giuseppe Guarino (1939)
- Equatore, regia di Gino Valori (1939)
- Fanfulla da Lodi, regia di Giulio Antamoro e Carlo Duse (1940)
- Antonio Meucci, regia di Enrico Guazzoni (1940)
- La gerla di papà Martin, regia di Mario Bonnard (1940)
- La peccatrice, regia di Amleto Palermi (1940)
- Dopo divorzieremo, regia di Nunzio Malasomma (1940)
- Marco Visconti, regia di Mario Bonnard (1941)
- I promessi sposi, regia di Mario Camerini (1941)
- Il bravo di Venezia, regia di Carlo Campogalliani (1941)
- La forza bruta, regia di Carlo Ludovico Bragaglia (1941)
- Catene invisibili, regia di Mario Mattoli (1942)
- Sant'Elena, piccola isola, regia di Umberto Scarpelli e Renato Simoni (1943)
- Il treno crociato, regia di Carlo Campogalliani (1943)
- La fornarina, regia di Enrico Guazzoni (1944)
- I dieci comandamenti, regia di Giorgio Walter Chili (1945)
- Carmen, regia di Christian-Jaque (1945)
- Il testimone, regia di Pietro Germi (1946)
- Fifa e arena, regia di Mario Mattoli (1948)
- Amori e veleni, regia di Giorgio Simonelli (1950)
- Paolo e Francesca, regia di Raffaello Matarazzo (1950)
- Il leone di Amalfi, regia di Pietro Francisci (1950)
- L'inafferrabile 12, regia di Mario Mattoli (1950)
- Cameriera bella presenza offresi..., regia di Giorgio Pàstina (1951)
- Le meravigliose avventure di Guerrin Meschino, regia di Pietro Francisci (1951)
- Buon viaggio, pover'uomo, regia di Giorgio Pàstina (1951)
- Quattro rose rosse, regia di Nunzio Malasomma (1952)
- Ha da venì... don Calogero, regia di Vittorio Vassarotti (1952)
- La regina di Saba, regia di Pietro Francisci (1952)
- Camicie rosse (Anita Garibaldi), regia di Goffredo Alessandrini (1952)
- Dramma sul Tevere, regia di Tanio Boccia (1952)
- Prigioniera della torre di fuoco, regia di Giorgio Walter Chili (1952)
- Ai margini della metropoli, regia di Carlo Lizzani (1952)
- Gli eroi della domenica, regia di Mario Camerini (1953)
- Canzone appassionata, regia di Giorgio Simonelli (1953)
- Disonorata (senza colpa), regia di Giorgio Walter Chili (1954)
- Pietà per chi cade, regia di Mario Costa (1954)
- Ripudiata, regia di Giorgio Walter Chili (1954)
- Accadde al commissariato, regia di Giorgio Simonelli (1954)
- La barriera della legge, regia di Piero Costa (1954)
- Io sono la primula rossa, regia di Giorgio Simonelli (1955)
- La rivale, regia di Anton Giulio Majano (1955)
- La Gerusalemme liberata, regia di Carlo Ludovico Bragaglia (1957)
- Ercole e la regina di Lidia, regia di Pietro Francisci (1959)
- I tartassati, regia di Steno (1959)
- Caterina Sforza, la leonessa di Romagna, regia di Giorgio Walter Chili (1959)
- I Reali di Francia, regia di Mario Costa (1959)
- Il terrore dei barbari, regia di Carlo Campogalliani (1959)
- Cartagine in fiamme, regia di Carmine Gallone (1960)
- La vendetta dei barbari, regia di Giuseppe Vari (1960)
- Letto a tre piazze, regia di Steno (1960)
- A noi piace freddo...!, regia di Steno (1960)
- L'assedio di Siracusa, regia di Pietro Francisci (1960)
- Gli amori di Ercole, regia di Carlo Ludovico Bragaglia (1960)
- Il trionfo di Maciste, regia di Tanio Boccia (1961)
- Una tragedia americana, regia di Anton Giulio Majano - sceneggiato televisivo (1962)
- I moschettieri del mare, regia di Steno (1962)
- Giulio Cesare, il conquistatore delle Gallie, regia di Tanio Boccia (1963)

## Doppiaggio
- Leo G. Carroll in Il bruto e la bella, L'altro uomo
- Donald Crisp in L'ultimo urrà
- Douglas Spencer in Lo sperone insanguinato
- Robert Barrat in Il canto dell'India
- Harry Bellaver in Il vecchio e il mare
- Henry Daniell in Brama di vivere
- Frank Faylen in Il temerario
- Thomas Gomez in Difendete la città
- William Goodwin in Io ti salverò
- Edmund Gwenn in Tutta una vita
- Robert Hutton in Corea in fiamme
- Victor Jory in Via col vento
- George Macready in Contrattacco
- Raymond Massey in La donna del ritratto
- John McIntire in Giungla d'asfalto
- Harry Morgan in Esecuzione al tramonto
- Arnold Moss in Viva Zapata!
- J. Carrol Naish in Il pescatore della Louisiana
- Alan Napier in Nelle tenebre della metropoli
- Arthur O'Connell in Cimarron
- Vaughn Taylor in La gatta sul tetto che scotta
- Ian Wolfe in Giulio Cesare
- Keenan Wynn in Alla larga dal mare
- Richard McNamara in Mariti in città
- Giovanni Onorato in Don Camillo
- Memmo Carotenuto in Don Camillo e l'onorevole Peppone
- Ignazio Balsamo in Don Camillo monsignore... ma non troppo, Il vigile
- Enrico Glori in La spiaggia
- Guy Kingsford in Sahara
- Lane Chandler in Il cacciatore di giganti
- Paul Picerni in All'inferno e ritorno
- Buster Crabbe im I tre sceriffi
- John McIntire in Giungla d'asfalto
- Marco Tulli in Le meraviglie di Aladino
- Lester Matthews in Il caso Paradine
- Bruce Cabot in Carovana di fuoco
- Harold Conway in I misteriani
- Alexis Solomos in Mai di domenica
- Kenneth Alton in Kronos, il conquistatore dell'universo
- Lodovice Bobhomme in La storia di una monaca
- George Rigaud in Furto su misura

## Prosa radiofonica Rai
- Guglielmo Tell di Friedrich Schiller, regia di Alberto Casella, trasmesso il 1 maggio 1956.
- La professione della signora Warren di George Bernard Shaw, regia di Mario Ferrero, trasmessa il 10 marzo 1961.